# رودزیا
رودِزیا (به لاتین: Rhodesia)، که با نام جمهوری رودزیا نیز شناخته می‌شد، کشوری در جنوب آفریقا بود.
این کشور که در سرزمین کشور زیمبابوه قرار داشت در سال ۱۹۶۵ تشکیل و در سال ۱۹۷۹ میلادی منحل و کشور زیمبابوه رودزیا تشکیل شد.
رودزیا، یک کشور به رسمیت شناخته نشده بود، که در مستعمره بریتانیایی رودزیای جنوبی تشکیل شده بود (که پیشتر، توانسته بود موفق به تشکیل دولت مسئول گردد) در آن سالها، در رودزیا، مسئله حکومت اکثریت سیاهان، بر کشور، مطرح بود، اما در سال ۱۹۶۵، دولت سفیدپوست رودزیا، اعلامیه استقلال یک طرفه خود از دولت بریتانیا را اعلام داشت.